# Blue Dream
Blue Dream är en dramafilm regisserad av Gregory Hatanaka. Manus skrevs av Hatanaka och T.L. Young. Bland skådespelarna finns James Duval, Dominique Swain, Pollyanna McIntosh, Kayden Kross, Noah Hathaway, Walter Koenig och Sal Landi. Filmen hade premiär på SF Indiefest och Gold Coast Film Festival i Australien i februari 2013.

## Handling
Robert Harmon är journalist på en nyhetstidning under slutet av 1990-talet. När internet börjar ta över och marknaden för tryckta medier minskar tvingas han fatta en rad oetiska och omoraliska beslut som så småningom leder till hans undergång.

## Rollista
- James Duval - Robert Harmon
- Dominique Swain - Gena Townsend
- Pollyanna McIntosh - Amanda
- Kayden Kross - Tara
- Noah Hathaway - Roper Karlsson
- Sal Landi - George Weber
- Walter Koenig - Lasse Karlsson
- Richard Riehle - Ted Sellers
- Olivia Barash - Rachel Purviance
- Nicole D'Angelo - Heather/Tatyana
- Stanley B. Herman - Detective Addy
- Elana Krausz - Jo Tynan
- Brian McGuire - Kojira Karlsson
- Barry O'Rourke - Charles
- Paula LaBaredas - Nathalie
- Naoyuki Ikeda - Takahashi
- Bogdan Szumilas - Feng Kwai-Sher